# Pop Ivan (Maramureš)
Pop Ivan (ukrajinsky Піп Іван Мармароський, maďarsky Iván-havas, 1936 m n. m.) je hora v pohoří Maramureš (část Rachivské hory) na rumunsko-ukrajinské státní hranici. Ukrajinská část se nachází na území okresu Rachov v Zakarpatské oblasti, rumunská na území župy Maramureš. Hora leží v pohraničním hřebeni mezi vrcholy Šerban (1793 m) na jihozápadě a Capul Groșilor (1601 m) na jihovýchodě. Severním směrem vybíhá z hory rozsocha směřující k vrcholu Berlebaška (1733 m). Severovýchodní svahy spadají do údolí potoka Kvasnyj, severozápadní do údolí potoka Bilyj a jižní do údolí potoka Frumușeana.

## Přístup
- z vesnic Trebušany, Kostilivka či Bohdan nebo z města Rachov

## Související články

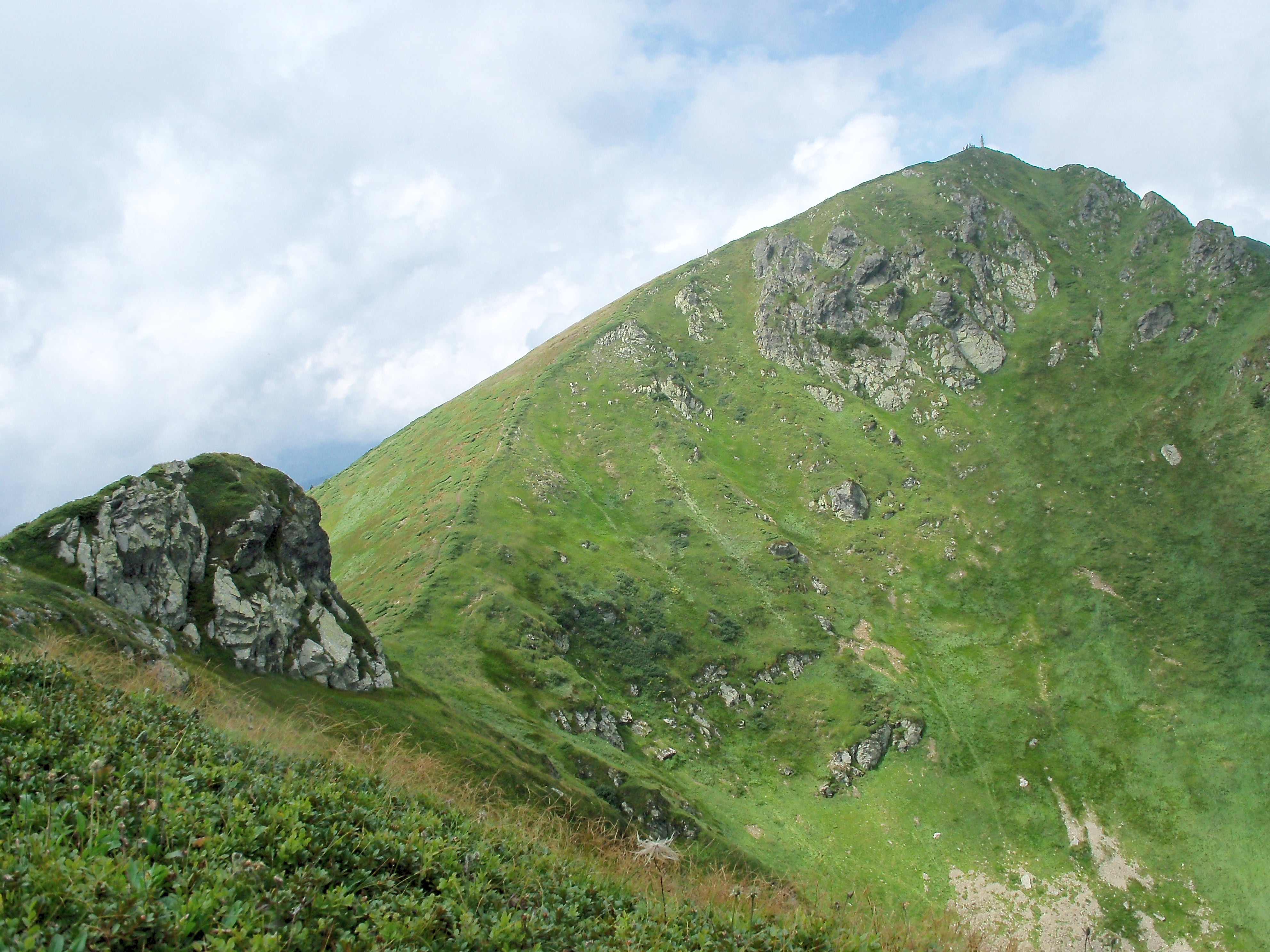
Pop Ivan